# Saint-Privat-de-Champclos
Saint-Privat-de-Champclos ist eine Gemeinde im französischen Département Gard in der Region Okzitanien (vor 2016 Languedoc-Roussillon). Sie gehört zum Kanton Rousson im Arrondissement Alès. Nachbargemeinden sind Barjac im Norden, Montclus im Osten, Méjannes-le-Clap im Südosten, Tharaux im Südwesten und Saint-Jean-de-Maruéjols-et-Avéjan im Westen. Zur Gemeinde gehören am Ufer der Cèze auch Freikörperkultur-Gelände wie „Le Bois de Sablière“, „Le Château de Ferreyrolles“ und „Le Ran du Chabrier“.

## Bevölkerungsentwicklung
| Jahr      | 1962 | 1968 | 1975 | 1982 | 1990 | 1999 | 2008 | 2017 |
| --------- | ---- | ---- | ---- | ---- | ---- | ---- | ---- | ---- |
| Einwohner | 210  | 173  | 173  | 189  | 212  | 203  | 305  | 344  |

## Sehenswürdigkeiten

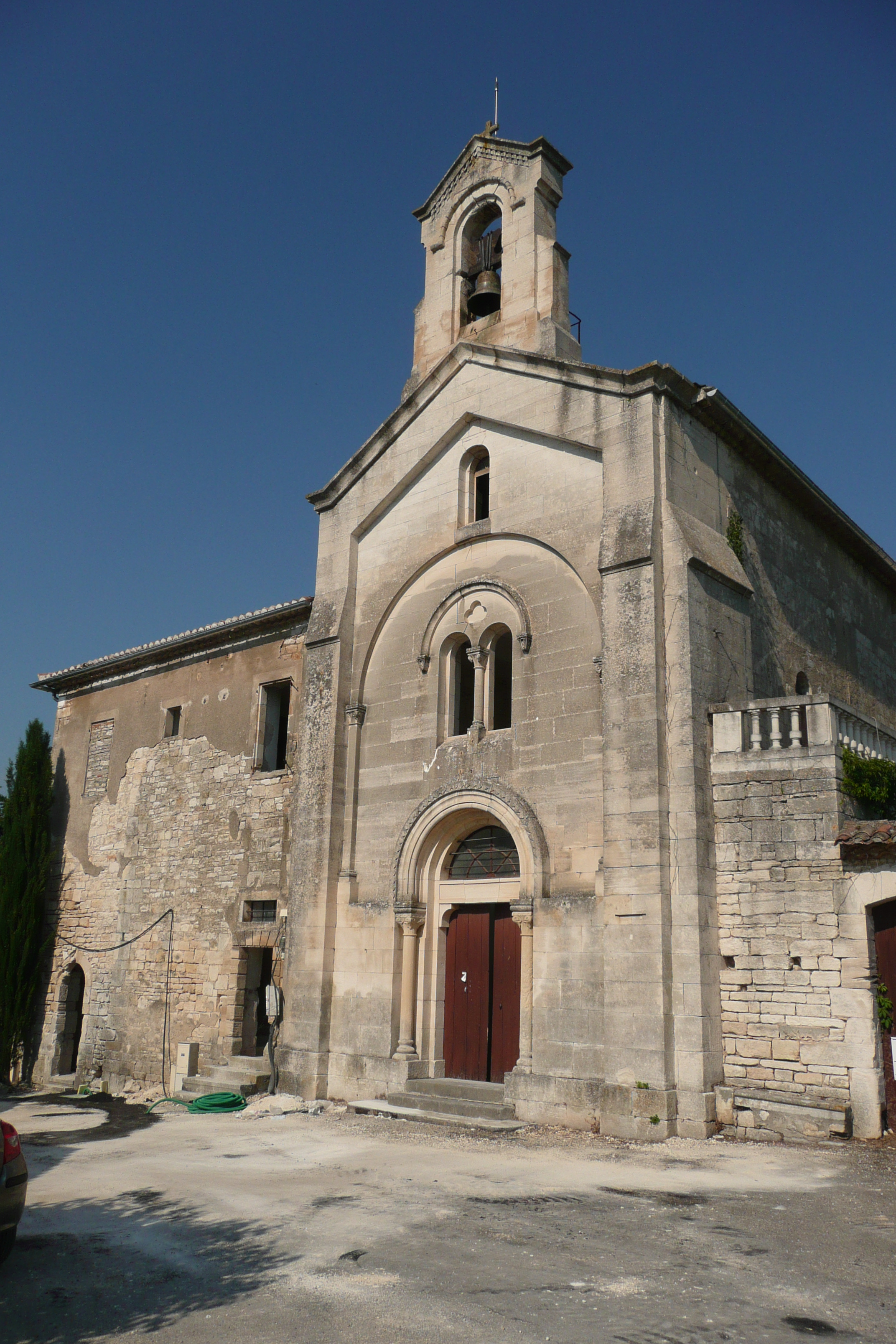
Kirche Saint-Privat
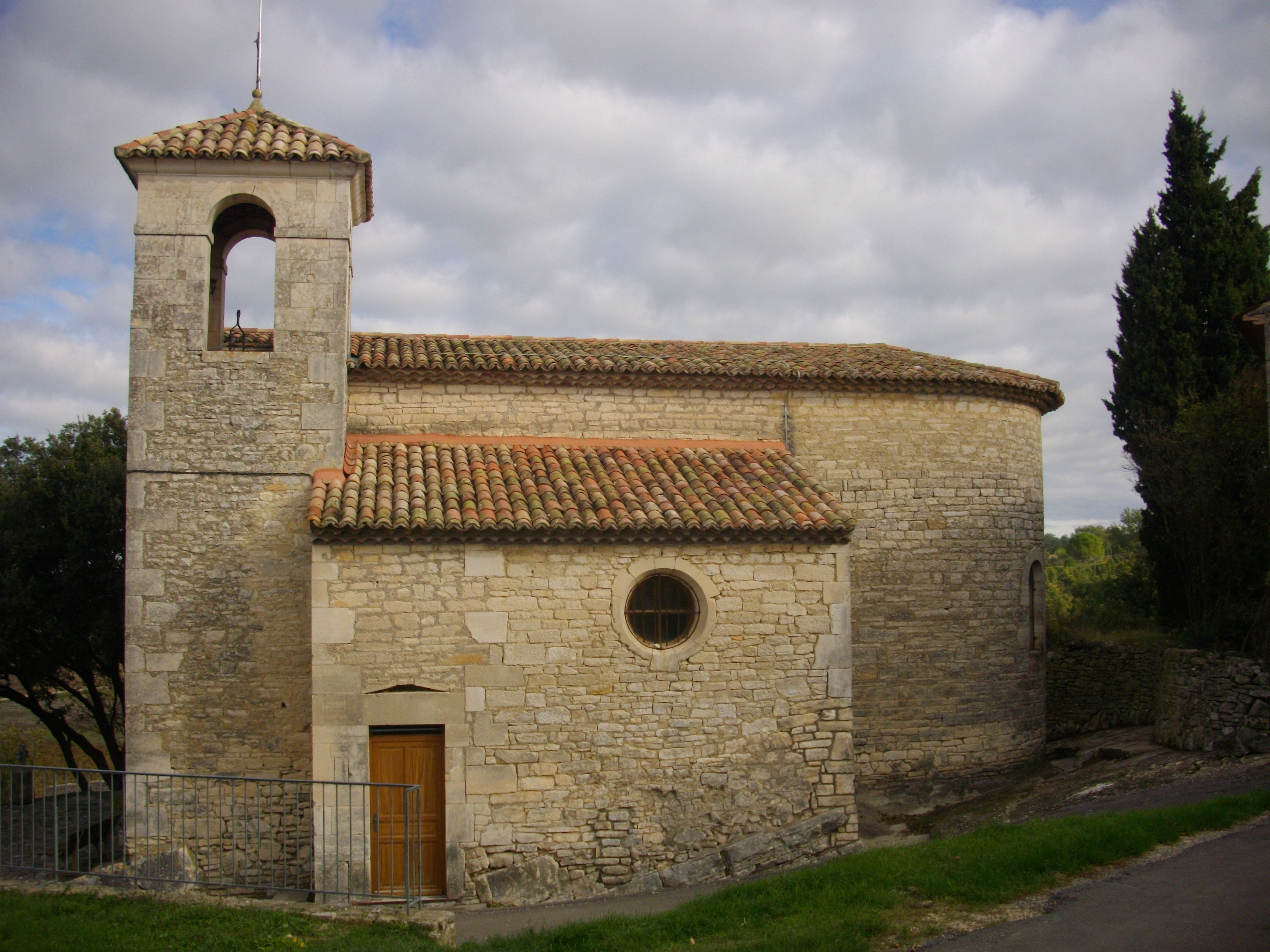
Kapelle Notre-Dame-des-Lumières de Cavène
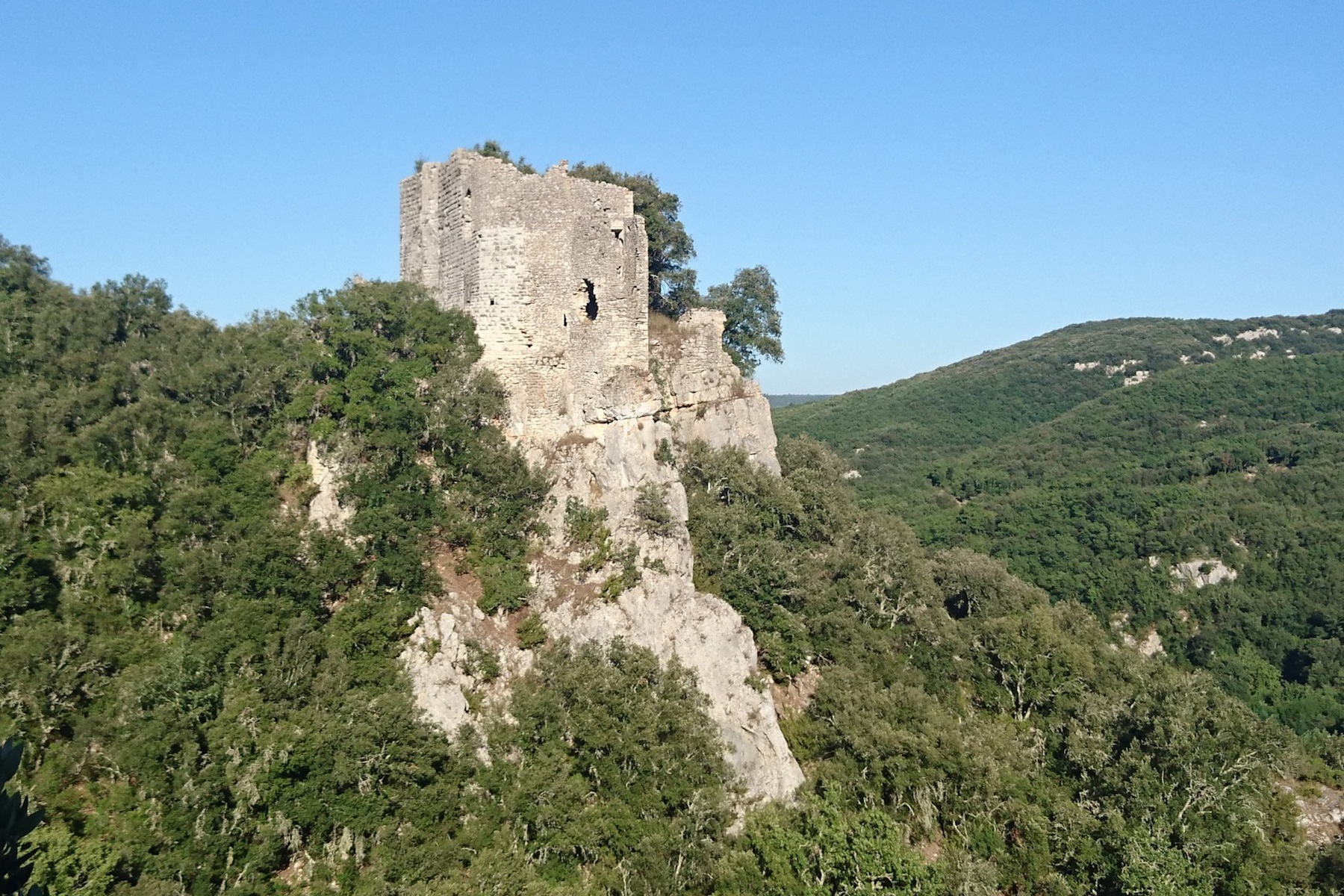
Burgruine Château de Ferreyroles
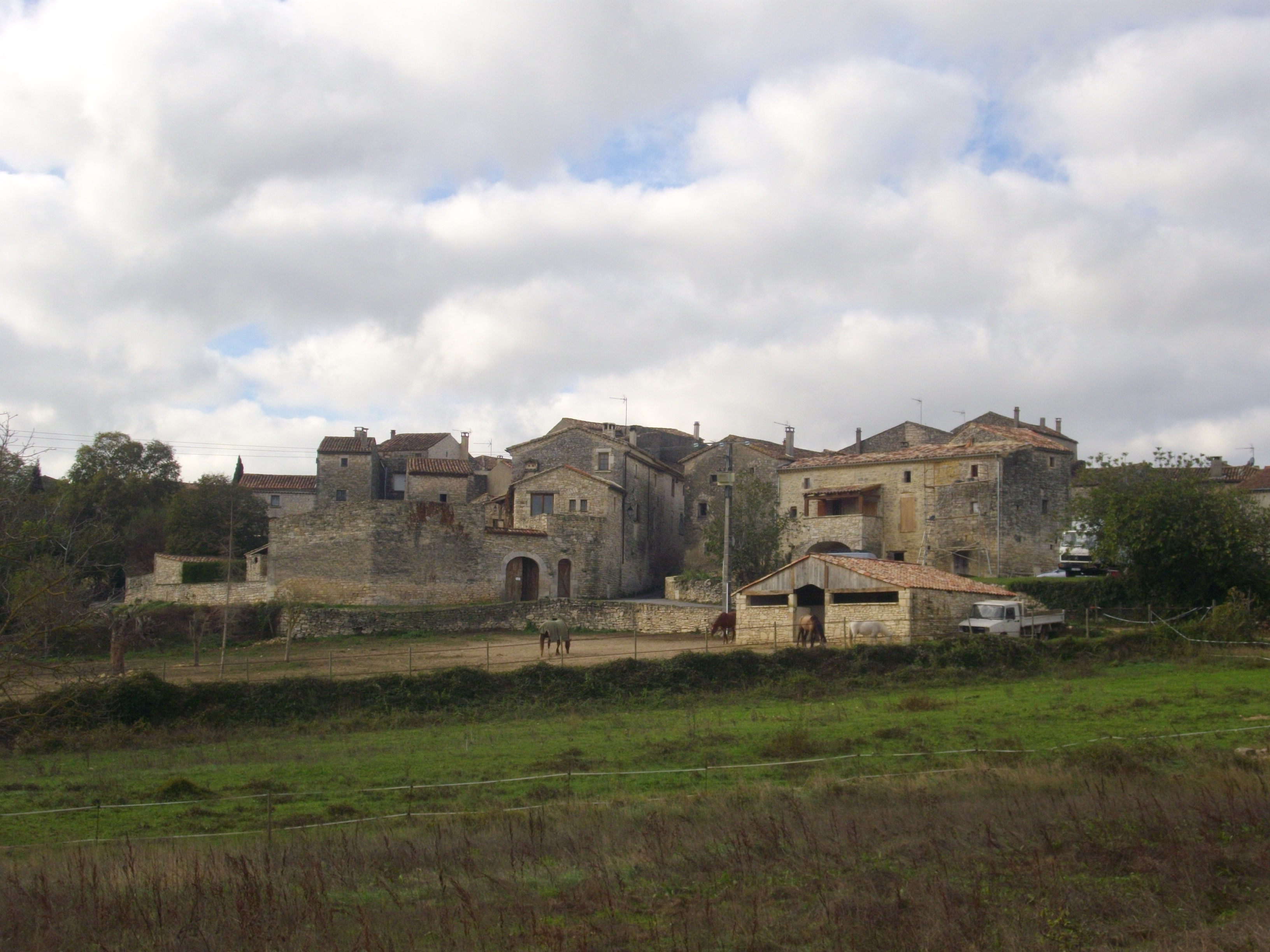
Außenquartier Cabiac

- Kirche Saint-Privat
- Kapelle Notre-Dame-des-Lumières de Cavène
- Burgruine Château de Ferreyroles mit FKK-Gelande
- Außenquartier Cabiac